# Goulds pepervreter
De Goulds pepervreter (Selenidera gouldii) is een vogel uit de familie Ramphastidae (toekans). Deze vogel is genoemd naar de Britse ornitholoog John Gould.

## Verspreiding en leefgebied
Deze soort komt voor in het zuidelijk Amazonebekken van centraal en oostelijk Brazilië bezuiden de Amazonerivier tot oostelijk Bolivia en Mato Grosso.

## Status
De grootte van de populatie is niet gekwantificeerd maar de soort wordt omschreven als vrij algemeen. Op de Rode lijst van de IUCN heeft deze soort de status niet bedreigd.